# 아날란지로포구

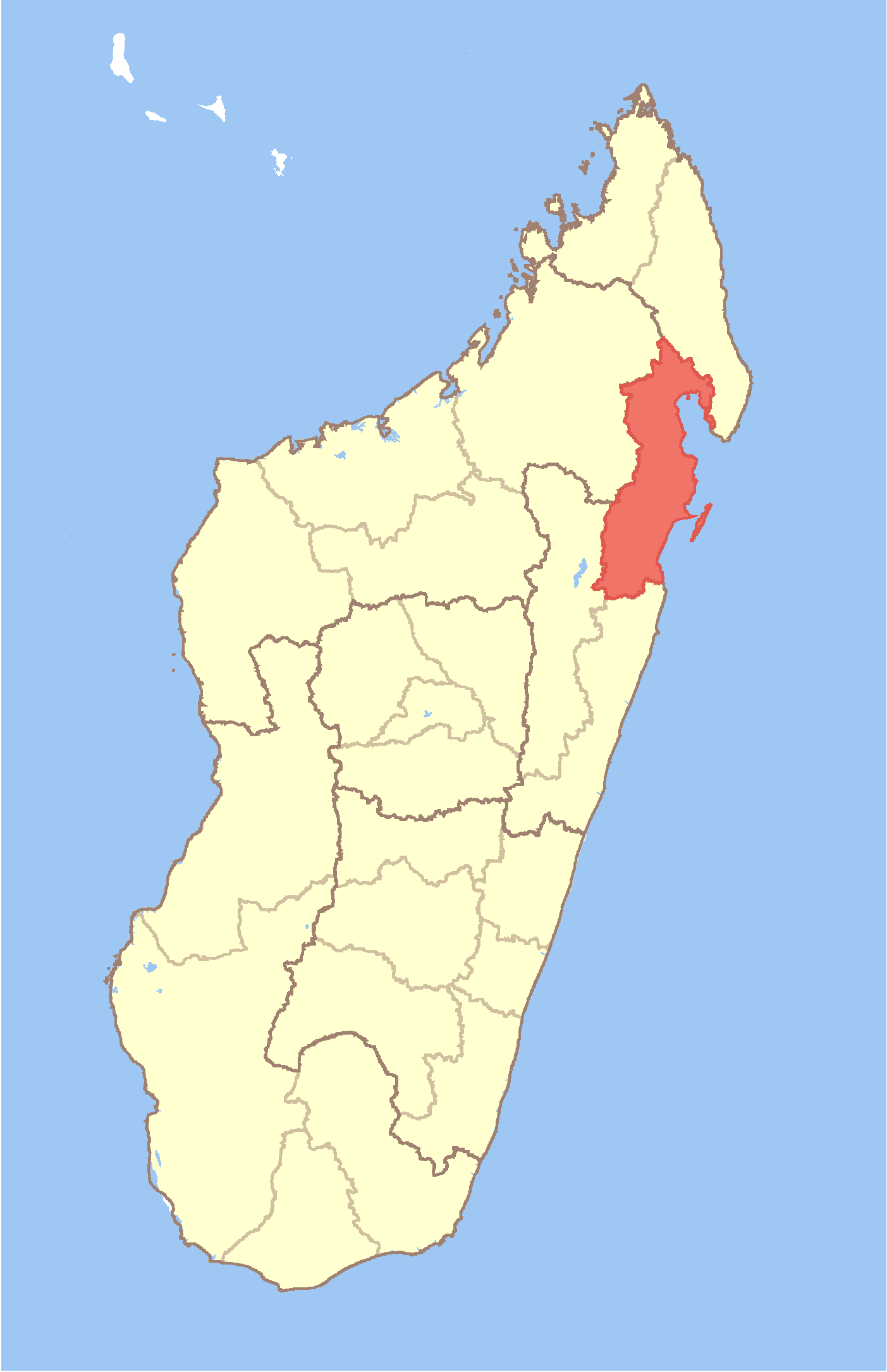
아날란지로포 구의 위치

아날란지로포구(말라가시어: Analanjirofo)는 마다가스카르 북동부에 위치한 구로 행정 중심지는 페노아리보아치나나나이며 면적은 21,930km2, 인구는 860,800명(2004년 기준)이다. 북쪽으로는 사바 구, 서쪽으로는 소피아 구, 남서쪽으로는 알라오트라망고로 구, 남쪽으로는 아치나나나 구와 접한다. 6개 현을 관할한다.